# Collège de Guyenne
Das Collège de Guyenne wurde als Schule im Jahre 1533 in Bordeaux gegründet. Das Collège wurde berühmt für seine Ausbildung in den Sieben Freien Künsten. Die Schule hatte ihre Glanzzeit zwischen den Jahren 1537 bis 1571. Die Institution sah sich dem Renaissance-Humanismus verpflichtet. Es würde sich heute in der rue Gouvéa befinden.

## Geschichte
Am 22. Februar 1533 wurde die Einrichtung auf Initiative des Stadtrates, Jurade de Bordeaux gegründet. Man beauftragte Jean de Tartas (1525–1588) Principal du Collège de Lisieux in Paris mit der Planung einer solchen Einrichtung. Tartas reiste zu diesem Zweck im März 1533 nach Bordeaux. Sein Plan war das Curriculum des Collège de Lisieux weitgehend zu übernehmen. Er gewann hierzu etwa Gentian Hervetus (1499–1584) und Jean Visagier (1505–1542). Die ersten Vorlesungen begannen im Mai 1534. Da aber der Stadtrat keine ausreichenden Mittel für die Lehrpläne und die Einrichtungen, wie sie Jean de Tartas forderte, bereitstellte half auch sein Appell an das Parlement von Bordeaux nicht zu den geforderten Mitteln, sondern führte vielmehr zum plötzlichen Ersatz von ihm durch André de Gouveia im Juli 1534. Jean de Tartas ging wieder an das Collège de Lisieux nach Paris zurück.

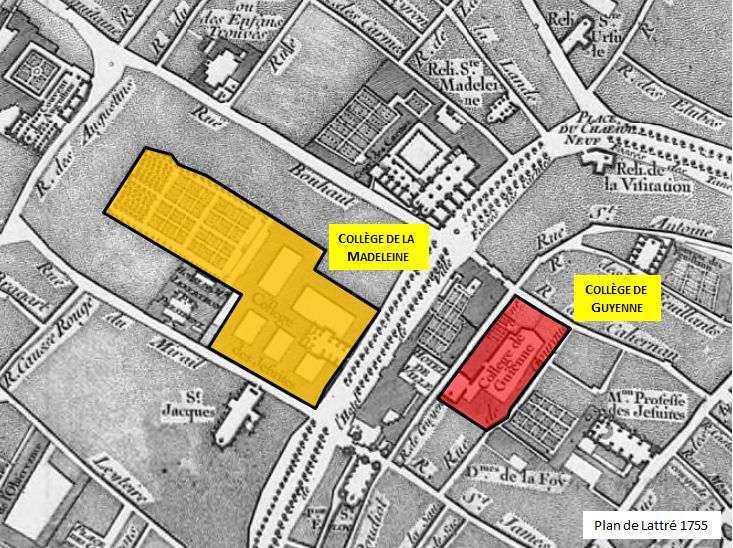
Lage des Collèges du Guyenne et de la Madeleine auf einer Kartes des 18. Jahrhunderts

Als erster Rektor, Principal du Collège de Guyenne trat damit am 15. Juli 1534 André de Gouveia sein Amt an. Er selbst hatte 1522 seinen Unterricht am Collège Sainte-Barbe in Paris erhalten. Gouveia zog mehrere Magister aus den Pariser Kollegien von Bordeaux. So soll der Neulateiner und Poet Jean Visagier einen etwas höheren Jahressalär von 400 Livres – als im übrigen Kollegium üblich – für seine Lehrtätigkeiten vereinbart haben.
Das Collège de Guyenne hatte Studien in Latein und eine Einführung in Griechisch und Hebräisch vergleichbar der zeitgenössischen Collèges France oder Lisieux in Paris. In seiner Antrittsrede Ankunft verkündete de Gouveia, dass er keine Unterschiede hinsichtlich des Glaubens bezüglich der Lehrenden als auch bei den Schülern machen würde, von denen viele mit den neuen Lehren der Reformation sympathisierten und dies vor dem Hintergrund einer zunehmenden Gewalttätigkeit auf beiden Seiten der religiösen Positionen (Hugenottenkriege).
Die Vorschriften des Collège de Guyenne veröffentlichte Elie Vinet im Jahre 1583 unter dem Titel Schola Aquitanica.

## Liste der Lehrenden
- André de Gouveia
- Mathurin Cordier (ca. 1479–1564)
- Nicolas de Grouchy (ca. 1510–1572)
- Guillaume Guérante (ca. 1494–1574)
- Jean Visagier (ca. 1505–1542)
- George Buchanan
- Marcus Antonius Muretus
- Élie Vinet (1509–1587)[10]
- Jacques Peletier (1572– ca. 1579)
- Robert Balfour (ca. 1550–1625)
- Jean Binet (1510–?)
- Jean Gélida (1493–1556)[11][12]

## Liste bedeutender Schüler
- Michel de Montaigne von 1539 bis 1546
- Étienne de La Boétie
- Joseph Justus Scaliger von 1552 bis 1555
- Francisco Sanches
- Pierre de Brach von 1557